# La Croix-Blanche (Sainte-Geneviève-des-Bois)
 (mars 2024).
Pour les articles homonymes, voir Croix-Blanche (homonymie).
La zone d'activité La Croix-Blanche est le plus grand parc commercial d'Île-de-France, avec plus de 164 enseignes, sur plus 700 000 m2.

## Présentation
Sur plus de 700 000 m² de superficie, la zone commerciale est constituée de bâtiments distincts, répartis dans plusieurs rues, comprenant plusieurs grandes enseignes.

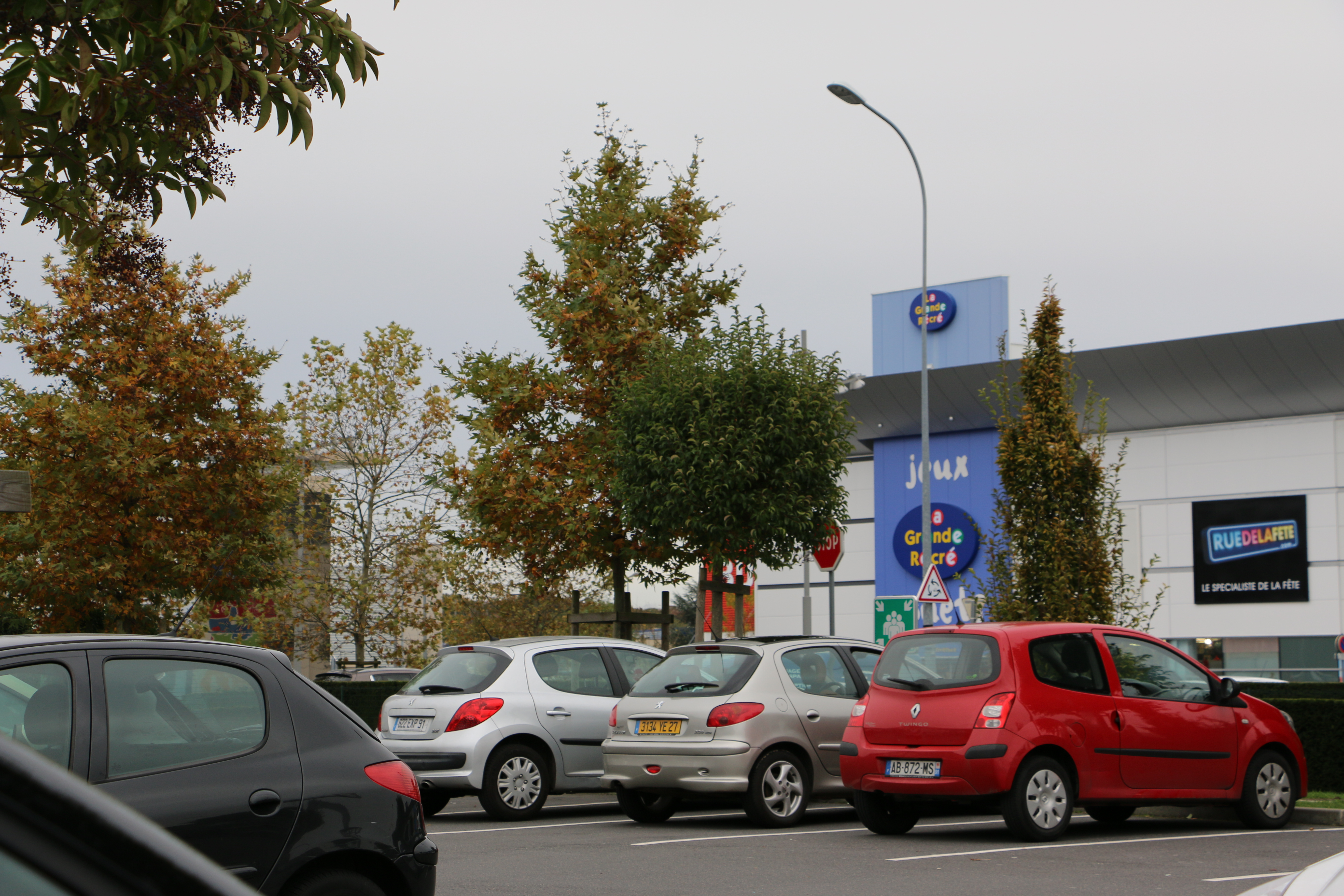
Croix Blanche - Cultura.
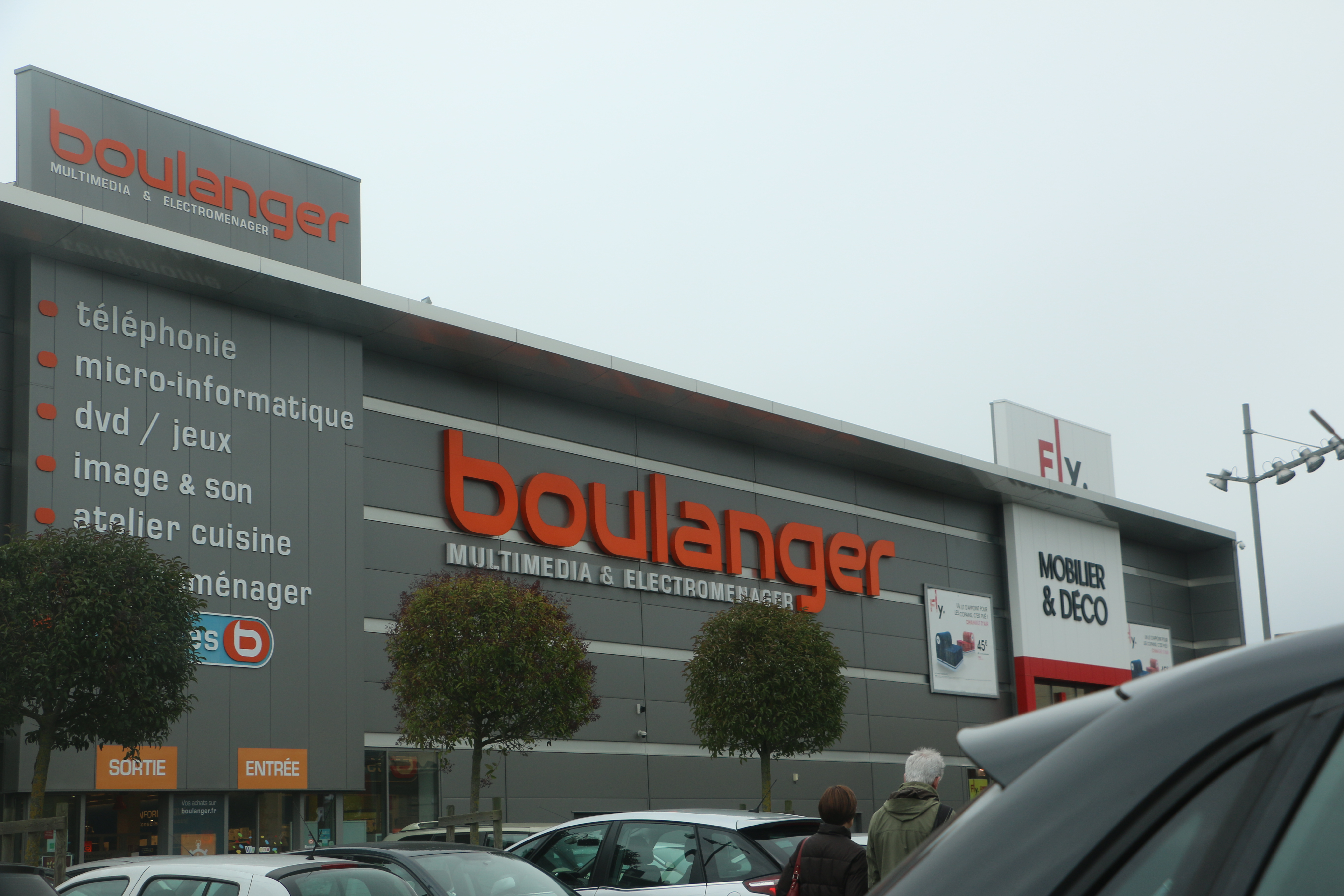
Croix Blanche - Boulanger.
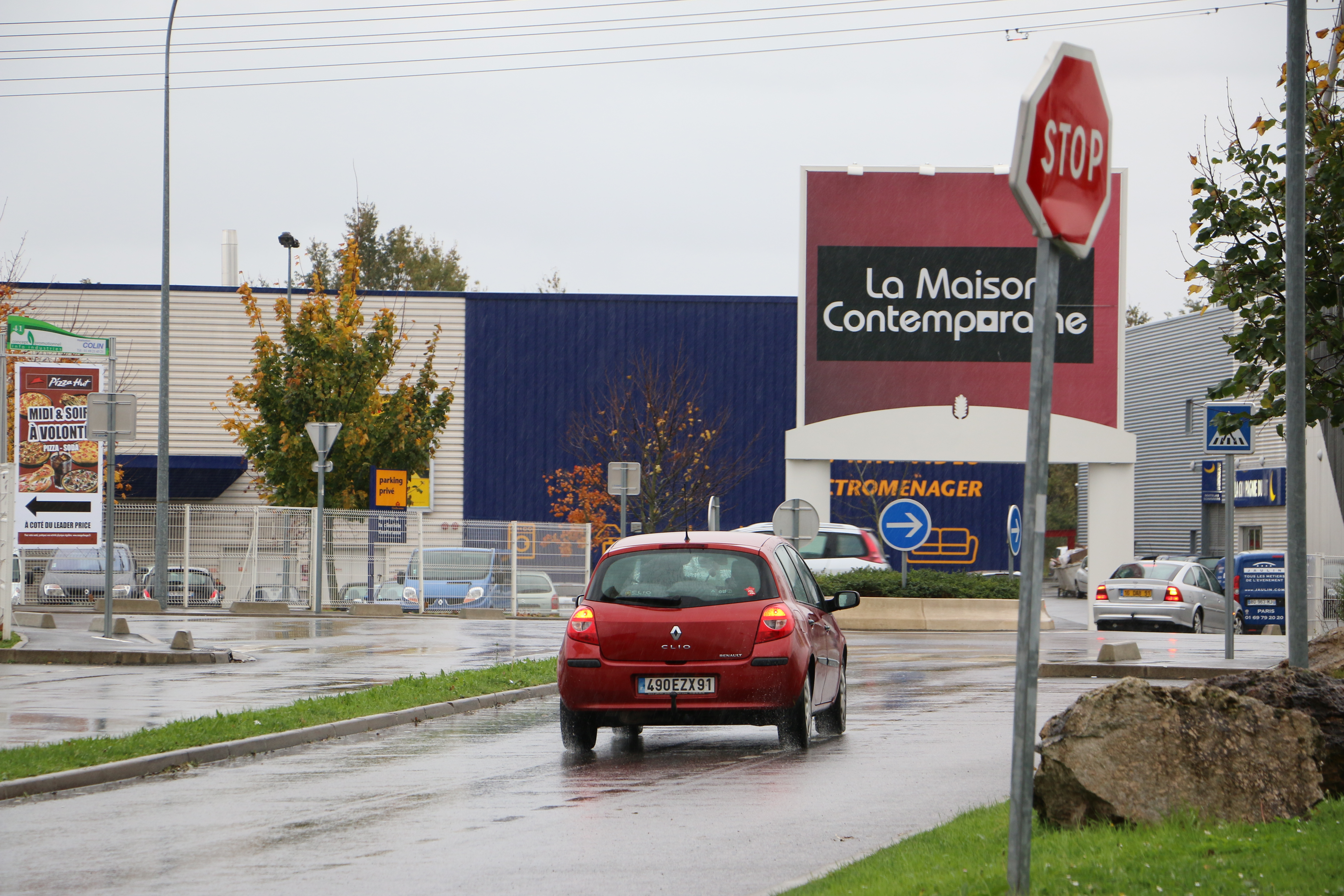
Croix Blanche.

### Transports
La zone commerciale est directement desservie par le réseau routier, via la N 104 (la Francilienne), sortie 39 et 40 et par plusieurs lignes de bus : 
- ligne circulaire 4513 du réseau Cœur d'Essonne, qui dessert presque tout les arrêts du centre Commercial ;
- lignes 4511, 4512 et 4514 du réseau Cœur d'Essonne permettant de rejoindre le centre-ville de Sainte-Geneviève-des-Bois et sa gare ;
- lignes 4501 et 9118 du réseau Cœur d'Essonne permettant de rejoindre Épinay-sur-Orge, Chilly-Mazarin, Longjumeau, Massy-Palaiseau ou même Paris.
- ligne 4504 du réseau Cœur d'Essonne permettant de rejoindre les gares d'Évry-Courcouronnes, Brétigny et Arpajon ;
- ligne 4505 du réseau Cœur d'Essonne permettant de rejoindre Fleury-Mérogis, Viry-Chatillon et la gare de Juvisy ;
- ligne 4533 du réseau Cœur d'Essonne permettant de rejoindre Brétigny-sur-Orge, Le Plessis-Pâté et Bondoufle ;
- ligne 4540 du réseau Cœur d'Essonne permettant de rejoindre Saint-Michel-sur-Orge et sa gare ;
- ligne 9105 du réseau Paris Saclay permettant de rejoindre Orsay, Linas et la gare du Guichet ;
- ligne 4221 du réseau Évry Centre Essonne permettant de rejoindre Grigny ;
- lignes 4201, 4212 et 4244 du réseau Évry Centre Essonne permettant de rejoindre Bondoufle, Lisses et Évry-Courcouronnes ;